# Де Мария, Пьетро
Пьетро Де Мария (итал. Pietro De Maria; род. 7 октября 1967, Венеция) — итальянский пианист.
Учился в Венецианской консерватории у Джино Горини, затем в Женевской консерватории у Марии Типо (окончил в 1988 году). В 1990 году участвовал в Международного конкурсе имени П. И. Чайковского, получив специальный приз Прессцентра конкурса «за независимую творческую позицию». В 1994 году выиграл в Швейцарии Конкурс пианистов имени Гезы Анды.
Известен в первую очередь как специалист по музыке Фридерика Шопена. Стал первым итальянским пианистом, исполнившим в концертах и записавшим полное собрание фортепианной музыки Шопена, в 2010 году, в год 200-летия Шопена, выступил с шопеновскими программами на концертных сценах Берлина, Парижа, Варшавы, Рима, Цюриха, Пекина и Сингапура. В дальнейшем творческие интересы Де Марии сместились в сторону Иоганна Себастьяна Баха, он записал оба тома «Хорошо темперированного клавира» и Гольдберг-вариации. Исполняет также современную фортепианную музыку, от Дьёрдя Лигети до Ивана Феделе.
Преподаёт в зальцбургском Моцартеуме.